# Julen Etxabeguren
Julen Etxabeguren Leanizbarrutia (* 7. März 1991 in Madrid) ist ein spanischer Fußballspieler.

## Karriere
Julen Etxabeguren begann seine Karriere im Baskenland bei Real Sociedad San Sebastián. Für den Verein spielte er vier Jahre in der B-Mannschaft und absolvierte 91 Spiele in der Segunda División B. In der Saison 2013/14 wurde Etxabeguren in den Kader der Basken für die Champions League gemeldet. Nach einer schwerwiegenden Verletzung verzichtete Etxabeguren auf eine Vertragsverlängerung die ihm von Vereinsseite angeboten wurde. Er beschloss zunächst seine Fußballkarriere aufzugeben, um an der Edinburgh University in Schottland Elektrotechnik zu studieren. Vor Beginn des Studiengangs unterschrieb Etxabeguren im Dezember 2014 einen Vertrag beim schottischen Viertligisten FC East Fife. Mit den Fifers erreichte er in der Saison 2014/15 die Aufstieg-Play-offs in der gegen den FC Stenhousemuir verloren wurde. Im Juni 2015 wechselte der Innenverteidiger zum schottischen Erstligisten FC Dundee.